# 千機變II之花都大戰
《千機變II之花都大戰》（英語：The Twins Effect II）是一部由梁柏堅、元奎執導的香港電影，2004年上映。

## 劇情
故事的開始充滿了動盪氣氛，傳說中的異象紛紛現世：兩生花開，帝王星現；乾坤倒轉，天下大亂....女帝為此寢食不安，親信尉繚四遣玄機使，與綽號“臥虎藏龍”的叛軍首領，爭奪預言中“帝王星”，雙方明爭暗鬥。炭頭與柴頭，自小隨義父黑木爺賣藝為生，一次偶然，無意中從師弟桃桃手上獲得藏寶圖石板，先後被誤認為是“帝王星”真身，從此飛來橫禍。兩人被逼逃命，為了洗脫嫌疑，必須解開語言之謎。
少女春十三少以販賣男奴為生，看中了炭頭與柴頭兩人，可在奴隸市場賣大錢，待機生擒，怎料遇上武功高強的藍翎，兩人不打不相識。藍翎為了查出“帝王星”真身，隱藏其玄機使身份，與炭頭、柴頭和春十三少，組隊踏上沙漠冒險之旅......正陽族叛軍，早已在沙漠盡頭，厲兵襪馬，只待“帝王星”一聲號令下，便揮軍遠征，發動一場“覆國聖戰”，與女帝決戰生死。

## 演員
| 演員   | 角色               |
| 蔡卓妍 | 春十三少           |
| 鍾欣潼 | 藍翎               |
| 房祖名 | 炭頭               |
| 陳柏霖 | 柴頭               |
| 甄子丹 | 臥虎藏龍           |
| 吳彥祖 | 尉繚               |
| 陳冠希 | 桃桃               |
| 瞿 穎  | 雅歌 / 雅婷        |
| 梁家輝 | 黑木爺             |
| 范冰冰 | 紅鷲               |
| 謝晶晶 | 伊波多曼大將軍     |
| 成 龍  | 石將軍（特別演出） |
| 詹瑞文 | 遁地族首領         |
| 張致恆 |                    |
| 關智斌 |                    |
| 陳宇琛 |                    |

## 獎項
| 頒獎典禮             | 獎項             | 名單                   | 結果 |
| -------------------- | ---------------- | ---------------------- | ---- |
| 第24屆香港電影金像獎 | 最佳新演員       | 房祖名                 | 提名 |
| 第24屆香港電影金像獎 | 最佳服裝造型設計 | 利碧君                 | 提名 |
| 第24屆香港電影金像獎 | 最佳動作設計     | 元奎                   | 提名 |
| 第24屆香港電影金像獎 | 最佳視覺效果     | 黃宏達、黃宏顯、余國亮 | 提名 |